# René Jolivet
René Jolivet (Santa Fe, Argentina; 23 de septiembre de 1930 - Punta del Este, Uruguay; 29 de junio de 1997) fue un periodista, productor, locutor, actor y animador argentino.

## Actividad profesional
René Jolivet trabajó como locutor y periodista en Uruguay a fines de la década de 1950 y a comienzos de 1960, 
recordándose entre sus trabajos la entrevista que le realizara al artista plástico y político Eduardo Victor Haedo en 1950. En radio era considerado un talentoso locutor con voz aguda, hizo numerosos programas, entre los cuales uno de los más populares fue su ciclo en Radio Aspen.
Fue uno de los primeros conductores que apareció en cámara haciendo comerciales publicitarios. Obtuvo en Estados Unidos el diploma de máster en comunicaciones audiovisuales.
En 1965 trabajando en Canal 4 transmitió por primera vez y en el lugar de los hechos, un famoso tiroteo que se produjo en el edificio Liberaij, Montevideo, en que resultaron abatidos tres peligrosos delincuentes argentinos. Durando unas 14 horas y costando la vida de dos comisarios. Este suceso fue parodiado en el relato Los fantasmas del día del león, de Eduardo Galeano. Décadas después, el escritor argentino Ricardo Piglia plasmó su versión de los hechos en la novela Plata quemada (Premio Planeta 1997), luego llevada al cine en 2000 por Marcelo Piñeyro.
En 1966 condujo el programa Yo y un millón (recibiendo un pago de un millón de pesos por programa), emitido primero por Canal 4 y luego por Canal 12 de Montevideo.
En 1968, a pedido de Alejandro Romay, inventó el programa Domingos Insólitos para competir con el exitoso La feria de la alegría; sin conseguir su objetivo.
En agosto de 1968, ocurrió un hecho trágico, un estudiante uruguayo falleció luego de recibir un disparo por un policía tras una marcha de protesta. Jolivet rompió el cerco que impedía la difusión de la muerte de Líber Arce, lo que le valió el cierre de su programa por 3 días.
En los primeros meses de 1969 trabajó como corresponsal durante la Guerra de Vietnam, en Medio Oriente y en Cuba.
En 1989 fue conductor del programa Nosotros y Telenoche 4, emitidos por Canal 4 de Montecarlo de Montevideo. 
También trabajó en España y en República Dominicana. 

### Labor actoral
En televisión trabajó en 1957 como actor en la ficción Aventuras de la araña negra, junto con Luis Dávila y Dorys del Valle. y en 1962 lo hizo en el programa Las aventuras de Joe Bazooka, protagonizado por Alberto Olmedo.
También trabajó en algunos filmes argentinos:
- Del cuplé al tango (1956) junto a Virginia Luque , Osvaldo Miranda, Juan Carlos Galván y Fernando Siro.
- Una jaula no tiene secretos (1962) en el papel de un movilero con Alberto Olmedo.
- Rata de puerto (1963) con Maurice Jouvet y Zulma Faiad, entre otros.

En teatro actuó en 1962 en la obra Carnival, estrenada en el Teatro Nacional, junto con Rafael Carret, Juan Carlos Mareco, Elena Lucena y Argentinita Vélez.

### Etapa como interventor en ATC
Fue nombrado subinterventor en el estatal ATC durante el gobierno del presidente Carlos Menem integrando un triunvirato en reemplazo de Mario Gavilán a partir del 25 de enero de 1990. Apadrinado por el ministro de Interior Julio Mera Figueroa, a mediados de febrero Jolivet se convirtió en interventor del canal y comenzó su gestión con polémicos anuncios sobre racionalización de personal.  
Sobre sus ideas respecto del canal estatal Jolivet declaró en Página 12 del 6 de mayo de 1990 tomando como referencia el contrato que había firmado con el periodista Esteban Peijovich, a quien el canal no le pagaba sueldo:

Usted se busca la publicidad, la trae y el canal se queda incluso con el cincuenta por ciento de lo que usted consigue. Es el mismo caso del programa de Nelly Raymond, de Julio Lagos, de Dolina, de Mariano Grondona, de Sofovich".

En mayo la Cámara de Diputados aprobó 55 pedidos de informes sobre el canal estatal, en la mira por el pago de sueldos exorbitantes y bajo la sospecha de violar normas de publicidad indirecta. Uno de esos pedidos de informes preguntaba si era cierto que Mauro Viale cobraba 1800 dólares mensuales como director de noticias, lo que era considerado excesivo en ese momento. 
En junio, Jolivet declaró que había reducido el personal de 1080 a 840 empleados y que no habría más despidos aunque sí retiros voluntarios. En julio separó a Mauro Viale de la conducción de los informativos y del programa Dos horas.
Jolivet contrató para el Canal los derechos de transmisión de los 52 partidos de la Copa Mundial de Fútbol que se jugaba en Italia, por dos millones de dólares. Tuvo gran audiencia hasta el partido que Alemania le ganó a Argentina el 8 de agosto, pero la facturación no fue satisfactoria. También contrató la transmisión del Mundial de Básquet, pero en este caso fracasó en audiencia y en anunciantes.
El 19 de noviembre de 1990 concurrió al programa del periodista de Daniel Mendoza llamado De 7 a 9, afirmó que estaba en contra de la racionalización y los retiros voluntarios propuestos por Menem y presentó un proyecto para armar un "complejo comunicacional" en la sede de ATC, con Radio Nacional y con la agencia Telam. Se enfrentó al secretario legal y técnico de la presidencia de aquel entonces, Raúl Granillo Ocampo, renunció al día siguiente y fue sustituido por Julio Ricardo.
En 1994 se hizo cargo de la dirección de Televisación Argentina brindándole un nuevo impulso a la señal de cable.
Se mudó a Punta del Este en 1995 luego de sentir que ya no tenía un lugar en Buenos Aires.
En 1995 al retirarse a la ciudad de Punta del Este, Uruguay comenzó a trabajar en FM Aspen Punta del Este, propiedad de la familia Lamaison. Condujo un programa de radio en dicha emisora 103.5 FM hasta el día de su fallecimiento. 

## Vida privada
Estuvo casado en Buenos Aires con la actriz Lia Pérez, con la que tuvo dos hijos Jean Gabriel Jolivet y Fabián Jolivet, el primero nació en República Dominicana en 1958 y es artísticamente conocido como Conejo Jolivet; reconocido guitarrista de rock y miembro original de la banda Patricio Rey y sus Redonditos de Ricota. Mantuvo relación con la cantante Alba Solís. Antes de mudarse a vivir a Madrid, se casó nuevamente y tuvo dos hijos con Sergia Machiandarena, Sergio Miguel Jolivet y Andrea Jeaninne Jolivet, ambos de nacionalidad uruguaya. En la península ibérica, vivió con María Teresa Garrido, española, con la cual tuvo dos hijos más; Beltrán y Rodrigo. Más adelante estuvo relacionado con Alicia Uriburu. Su última pareja fue la uruguaya Marta Riverón.
Hijos
Con Lia Pérez
- Gabriel Jolivet
- Fabián Jolivet

Con Sergia Machiandarena
- Sergio Jolivet
- Andrea Jolivet

Con María Teresa Garrido
- Beltrán Jolivet
- Rodrigo Jolivet

## Fallecimiento
René Jolivet murió a los 66 años el 29 de junio de 1997 en un accidente automovilístico al chocar con su auto BMW una columna de alta tensión en Maldonado cuando volvía a su casa desde Punta del Este, muriendo en el acto a raíz de los golpes sufrídos. En noviembre de 1962 ya había sufrido otro terrible accidente. Sus restos fueron velados en el cementerio de Maldonado, Uruguay.
Se lo recordó en un especial de Crónica TV, titulado La tragedia de los famosos.